# Computerdammen
Computerdammen is ontstaan in de jaren 70 van de twintigste eeuw met stand alone computers. Het damniveau was eerst vrij laag maar werd steeds hoger zoals bij de Saitek computer die in de jaren 90 uitgroeide tot een waardige oefenpartner voor clubdammers. In de jaren 80 werd begonnen met het ontwikkelen van damprogramma's voor Atari en DOS en later voor Windows en Linux. In die periode werd ook begonnen met toernooien om het Nederlands kampioenschap. In 1989 werd in Londen voor het eerst een olympiade voor damprogramma's georganiseerd, die werd gewonnen door DIOS '89 voor Truus. Om de paar jaar organiseert de ICGA (International Computer Games Association) een computerolympiade voor diverse games waaronder dammen.
In Culemborg wordt ieder jaar het Nederlands Open Kampioenschap computerdammen gehouden.
Om damprogramma's via Internet peer-to-peer tegen elkaar te kunnen laten spelen is het DamExchange protocol ontwikkeld.

## Winnaars van recente computerdam toernooien
- Culemborg 2013   Dragon Draughts
- Culemborg 2012   Dragon Draughts[1]
- Culemborg 2011   Maximus[2]
- Culemborg 2010   Damage[3]
- Culemborg 2009   Damy[4]
- Culemborg 2008   BoomstraDam[5]
- Culemborg 2007   KingsRow[6]
- Culemborg 2006   Damage[7]